# تام سیمپسون
تام سیمپسون (اسپانیایی: Tom Simpson‎؛ ۳۰ نوامبر ۱۹۳۷ – ۱۳ ژوئیهٔ ۱۹۶۷) یک دوچرخه‌سوار اهل بریتانیا بود.
وی در مسابقات کشوری و بین‌المللی در مجموع برندهٔ ۱ مدال طلا، ۱ مدال برنز شده‌است.